# Yazīd ibn Hārūn
Abū Chālid Yazīd ibn Hārūn as-Sulamī al-Wāsitī (arabisch يزيد بن هارون السلمي الواسطي, DMG Abū Ḫālid Yazīd ibn Hārūn as-Sulamī al-Wāsiṭī; geboren 736 in Wāsit; gestorben Anfang September 821 ebenda) war ein irakischer Koranexeget und Traditionarier und gehörte zu den schärfsten Gegnern der Lehre von der Erschaffenheit des Korans. 

## Leben

### Herkunft und frühe Jahre
Yazīd ibn Hārūn lebte in der Stadt Wāsit, die Anfang des 8. Jahrhunderts von dem irakischen Statthalter al-Haddschādsch ibn Yūsuf gegründet worden war. Seine Familie stammte ursprünglich aus Buchara und gehörte zu den Klienten der Banū Sulaim. Sein Großvater war Koch im Gouverneurspalast von al-Haddschādsch gewesen. 
Schon früh fand Yazīd den Weg zur Traditionswissenschaft. Noch vor dem Jahr 140 (= 757 n. Chr.) hörte er bei dem Traditionarier Schuʿba ibn al-Haddschādsch (gest. 776) Hadith. Im Jahre 759 begab er sich nach Basra und hörte dort unter anderem bei Saʿīd ibn Iyās al-Dscharīrī (gest. 761) und Saʿīd ibn Abī ʿArūba (gest. 773). Nach der Rückkehr in seine Heimatstadt Wāsit diente er dem Qādī Abū Schaiba Ibrāhīm ibn ʿUthmān al-ʿAbsī, dem Großvater von Ibn Abī Schaiba, als Sekretär und erhielt von ihm ein Monatsgehalt von zehn Dirham.
Als Hārūn ibn Saʿd al-ʿIdschlī 762 von dem alidisichen Aufständischen Ibrāhīm ibn ʿAbdallāh als Statthalter von Wāsit eingesetzt wurde, ließ ihm Yazīd ibn Hārūn seine Unterstützung zukommen. Nach asch-Schahrastānī schloss sich Yazīd sogar selbst Ibrāhīms Aufstand an.

### Aktivität als Traditionarier
Yazīd wurde wegen seines guten Gedächtnisses als Traditionarier sehr geschätzt. Er selbst rühmte sich, über 20.000 Hadithe mit Isnād zu kennen. Ein Mann, der seinem Kolleg in Bagdad beiwohnte, erzählte, man habe seine Zuhörerschaft auf 70.000 geschätzt. Wegen der großen Menge der Zuhörer hatte er auch einen mustamlī, der seine Aussagen hörbar vor dem Publikum wiederholte. Zu denjenigen, die bei ihm hörten, gehörten Ibn Abī Schaiba und Ahmad ibn Hanbal.
Yazīd liebte es, in seinen Hadith-Sitzungen zu scherzen, was offenbar von seinem Schüler Ahmad ibn Hanbal missbilligt wurde. Nach einer Anekdote, die Abū l-Qāsim at-Tabarānī überliefert, scherzte er einmal mit seinem Mustamlī, als man aus der Zuhörerschaft ein Räuspern hörte. Als er fragte, wer sich da geräuspert habe, gab man ihm zur Antwort, dass das Ahmad ibn Hanbal gewesen sei. Da schlug er sich auf die Stirn und rief: „Warum habt ihr mir nicht gesagt, dass Ahmad hier ist, damit ich nicht scherze.“
Zu unbekanntem Zeitpunkt erblindete Yazīd, was er selbst auf die vielen durchgewachten Nächte zurückführte. Nach dem Verlust seiner Sehkraft geschah es öfters, dass man ihn nach Hadithen fragte, die er nicht kannte. In diesen Fällen ließ er eine Sklavin den Hadith anhand seines Buches überprüfen.

### Kampf gegen die Lehre von der Erschaffenheit des Korans
Im Jahre 817 rief Yazīd in Bagdad das Volk zur Ermordung des hanafitischen Theologen Bischr al-Marīsī auf, der die Lehre von der Erschaffenheit des Korans vertrat. Er erklärte, al-Marīsī und Abū Bakr al-Asamm seien Ungläubige, deren Blut vergossen werden dürfe. Nach einem Bericht, den verschiedene arabische Autoren anführen, scheute sich al-Ma'mūn wegen der hohen Stellung Yazīds, das Dogma von der Erschaffenheit des Korans schon zu dessen Lebenszeit offen zu verkünden. Ein Höfling al-Ma'mūns reiste zu Yazīd nach Wāsit, um selbst in Erfahrung zu bringen, wie dieser einem derartigen Schritt des Kalifen gegenüberstand. Da Yazīd in Anwesenheit seiner Anhängerschaft den Höfling zum Lügner erklärte, mit der Begründung, dass al-Ma'mūn die Menschen niemals zu einer Ansicht bekehren würde, die sie nicht als recht anerkannten, riet der Höfling nach seiner Rückkehr dem Kalifen schließlich selbst davon ab, die Erschaffenheit des Korans offiziell zu verkünden.

## Werke
Yazīd ibn Hārūn verfasste einen Korankommentar, den at-Tabarī in seinem Tafsīr und in seiner Weltchronik in der Rezension von Mudschāhid ibn Mūsā (gest. 858) verwendete. Außerdem fasste er ein Kitāb al-Farāʾiḍ über die Pflichtanteile im Erbrecht ab.

## Positionen
Yazīd ist vor allem für seine Ablehnung der Lehre von der Erschaffenheit des Korans bekannt. Er soll geschworen haben, dass derjenige, der sage, dass der Koran erschaffen ist, ein Ungläubiger sei. Ein anderer hörte ihn sagen: „Der Koran ist die Rede Gottes. Gott möge Dschahm verfluchen. Derjenige, der seine Lehre vertritt, ist zweifellos ein Ungläubiger.“
In der Theologie stand Yazīd den Anthropomorphisten nah. Er überlieferte das Hadith, dass man Gott im Paradies schauen werde wie den Mond in einer Vollmondnacht, und soll es ausdrücklich bestätigt haben. Im Gegensatz zu den Dschahmiten, die koranischen Aussagen, denen zufolge sich Gott nach dem Schöpfungswerk „auf den Thron setzte“ (istawā ʿalā l-ʿarš; vgl. z. B. Sure 7:54), als Metapher deuteten, lehnte Yazīd diese metaphorische Deutung des Istiwāʾ-Problems ab.
Auch galt Yazīd als einer derjenigen, die das Prinzip al-Amr bi-l-maʿrūf wa-n-nahy ʿani-l-munkar verwirklichten. In Wāsit ließ er einmal in einer Privatmoschee, die gerade im Bau war, den Mihrāb einreißen, weil er diesen offenbar für eine unrechtmäßige Neuerung hielt.
Asch-Schahrastānī zählte Yazīd wegen seiner Unterstützung für den Aufstand des Ibrāhīm ibn ʿAbdallāh zu den zaiditischen Schiiten, doch hing er nicht wirklich schiitischen Auffassungen an. Seinen Schülern soll er freigestellt haben, ʿUthmān ibn ʿAffān oder ʿAlī ibn Abī Tālib den Vorrang zu geben. Er selbst tradierte die Berichte über die Fadā'il ʿUthmāns, nicht aber diejenigen über die Fadā'il ʿAlīs. Als man ihn nach dem Grund fragte, gab er zur Antwort: „Die Anhänger ʿUthmāns sind vertrauenswürdig hinsichtlich ʿAlīs, die Anhänger ʿAlīs sind aber nicht vertrauenswürdig hinsichtlich ʿUthmāns.“ Außerdem überlieferte er von dem Homser Traditionarier Huraiz ibn ʿUthmān (gest. 779), von dem bekannt war, dass er ʿAlī schmähte. Im Kreise seines Schülers Ahmad ibn Hanbal sah man das nicht mehr als statthaft an.
Auf dem Feld der Lesarten des Korans hatte Yazīd eine starke Abneigung gegen die Lesart des Hamza.

## Beurteilung als Traditionarier durch die Nachwelt
Während Yazīd von den Zeitgenossen als Traditionarier sehr geschätzt wurde, war das Urteil der Nachwelt zwiespältig. Seine beiden Schüler Ahmad ibn Hanbal und Ibn Abī Schaiba lobten sein gutes Gedächtnis, doch hielt Ahmad seine Überlieferungen von Ibn Abī ʿArūba für schwach und meinte, dass er in seinen Hadithen auch geirrt habe. Der Traditionarier Yahyā ibn Maʿīn (gest. 847) sprach Yazīd die Zugehörigkeit zu den Ashāb al-hadīth gänzlich ab, mit der Begründung, dass er sich zu wenig darum gekümmert habe, von wem er überlieferte.